# Ilhéu da Praia
Ilhéu da Praia – mała wysepka licząca 11 ha powierzchni, leżąca około 1,5 km od miejscowości Praia na wyspie Graciosa. Od 2002 uznawana przez BirdLife International za ostoję ptaków IBA. 

## Warunki naturalne
Wyspa wedle oficjalnej rządowej strony Azorów liczy 11 ha powierzchni (BirdLife International za powierzchnię ostoi podaje 12 ha, podobnie jak inne źródło) i długość linii brzegowej równą 1,6 km. Wyspę tworzą bazalty. Osiąga maksymalną wysokość 51 m n.p.m.; BirdLife podaje 57 m n.p.m. Na szczycie wysepki znajduje się mały, trawiasty płaskowyż. U jej północnych wybrzeży utworzyły się wysokie klify, zaś na południowym wybrzeżu uformowała się żwirowa plaża.

## Flora
Na wyspie rośnie marchew zwyczajna Daucus carota ssp. azoricus, kostrzewa Festuca petraea, wrzosiec Erica azorica, muchotrzew Spergularia azorica, turzyca Carex vulcani i Tolpis succulenta (astrowate) – endemit Makaronezji. Z roślinności wodnej (glony, algi) wymienić można Dictyota dichotoma (Ochrophyta), Corallina officinalis, Asparagopsis armata (krasnorosty) i gatunki z rodzaju Cystoisera (brunatnice).

## Fauna
Na wyspie występuje jaszczurka Lacerta dugesii. Na Azorach znalazła się wskutek zawleczenia jej na statkach podróżujących między wyspami. BirdLife International w 2002 wyznaczyło na wyspie ostoję ptaków IBA. Do „trigger species” należy pięć gatunków: burzyk mały (Puffinus assimilis), tajfunnik cienkodzioby (Bulweria bulwerii), nawałnik białorzytny (Hydrobates castro), rybitwa różowa (Sterna dougallii) i rybitwa rzeczna (Sterna hirundo).